# Hannie Schaft
Hannie Schaft ou Jannetje Johanna Schaft (Haarlem, 16 de setembro de 1920 — Bloemendaal, 17 de abril de 1945) foi membro da resistência holandesa durante a Segunda Guerra Mundial. 
Ficou conhecida como a "garota de cabelos ruivos". Seu nome secreto no movimento de resistência era Hannie.

## Biografia
Jannetje Johanna Schaft nasceu em Haarlem, capital da província de Holanda do Norte. Sua mãe, Aafje Talea Schaft (nascida Vrijer), era menonita, e seu pai, Pieter Schaft, era professor e membro do Partido Social-Democrata dos Trabalhadores. Ambos eram extremamente protetores com Jannetje devido à perda de sua irmã mais velha, Anna, que faleceu de difteria em 1927.
Desde cedo, Jannetje discutia política e justiça social com sua família, que a incentivou a estudar Direito e seguir carreira como advogada de direitos humanos. Em 1938, ela começou seus estudos de Direito na Universidade de Amsterdã. Durante esse período, fez amizade com duas estudantes judias, Sonja Frenk e Philine Polak, o que fortaleceu seu sentimento de solidariedade e oposição às ações contra os judeus. Com a ocupação alemã nos Países Baixos durante a Segunda Guerra Mundial, em 1943, os estudantes universitários foram obrigados a assinar uma declaração de lealdade às autoridades de ocupação. Jannetje, como 80% dos estudantes, recusou-se a assinar o documento. Por conta disso, ela foi impedida de continuar seus estudos. No verão de 1943, voltou a morar com seus pais e acolheu Frenk e Polak, que passaram a viver escondidas com ela.

## Trabalho na resistência
O envolvimento de Schaft na resistência começou com pequenos atos. Inicialmente, ela roubava carteiras de identidade para ajudar residentes judeus, incluindo suas amigas. Após deixar a universidade, ela se juntou ao Raad van Verzet ("Conselho de Resistência"), um movimento de resistência com fortes vínculos com o Partido Comunista dos Países Baixos. Diferentemente de muitas mulheres da época, que atuavam como mensageiras, Schaft preferiu trabalhar diretamente com armas. Ela participou de sabotagens e assassinatos de vários alvos, atacando soldados alemães, nazistas holandeses, colaboradores e traidores. Fluente em alemão, ela chegou a se infiltrar entre soldados alemães.
Apesar de sua determinação, Schaft não aceitava todas as missões. Quando pediram que sequestrasse os filhos de um oficial nazista, ela recusou, temendo que, se o plano falhasse, as crianças precisassem ser mortas. Para ela, isso seria semelhante às atrocidades cometidas pelos próprios nazistas. Em uma ocasião, Schaft foi vista no local de um assassinato, sendo identificada como "a garota de cabelo ruivo". Esse reconhecimento a colocou na lista dos mais procurados pelos nazistas.
Em 21 de junho de 1944, Schaft e seu amigo de resistência Jan Bonekamp realizaram um atentado em Zaandam contra Willem Ragut, um oficial da polícia holandesa e colaborador dos nazistas. Schaft disparou primeiro, atingindo Ragut nas costas. Porém, Ragut conseguiu atirar em Bonekamp, ferindo-o gravemente no abdômen antes de ser morto. Bonekamp, mortalmente ferido, fugiu, mas foi capturado e levado a um hospital, onde, sem perceber, revelou o nome e o endereço de Schaft a enfermeiras nazistas que fingiam ser integrantes da resistência.

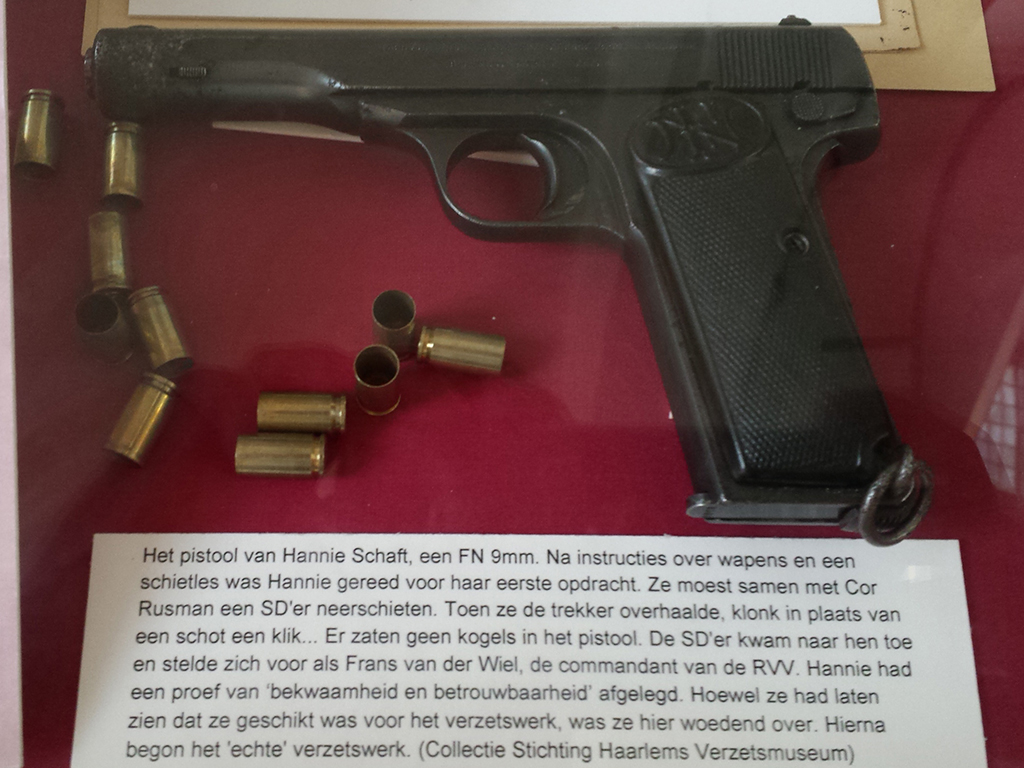
Pistola que Hannie Schaft usava contra os nazistas.

Para forçar uma confissão de Schaft, as autoridades alemãs prenderam seus pais e os enviaram ao campo de concentração de Herzogenbusch, próximo à cidade de Den Bosch. A angústia pela captura de seus pais e a perda de Bonekamp levaram Schaft a interromper temporariamente suas atividades na resistência. Seus pais foram libertados após dois meses.
Após se recuperar, Schaft tingiu o cabelo de preto e passou a usar óculos para disfarçar sua identidade. Ela retornou ao trabalho na resistência, retomando suas ações de assassinatos e sabotagens, além de atuar como mensageira, transportar armas ilegais e distribuir jornais clandestinos. Em 25 de outubro de 1944, Schaft e Truus Oversteegen planejavam eliminar Fake Krist, membro do NSB (Partido Nacional Socialista) e policial em Haarlem, mas outros membros da resistência local agiram antes delas.
Em 1º de março de 1945, o policial do NSB Willem Zirkzee foi executado por Schaft e Oversteegen próximo ao Krelagehuis, na Leidsevaart, em Haarlem. Em 15 de março, elas feriram Ko Langendijk, um cabeleireiro de IJmuiden que trabalhava para o *Sicherheitsdienst* (SD), a agência de inteligência nazista. Langendijk sobreviveu ao ataque e, em 1948, testemunhou em Amsterdã a favor de sua namorada, Nelly Willy van der Meijden, uma traidora que colaborava com os nazistas. Em 1949, Langendijk foi condenado à prisão perpétua.

## Prisão e morte

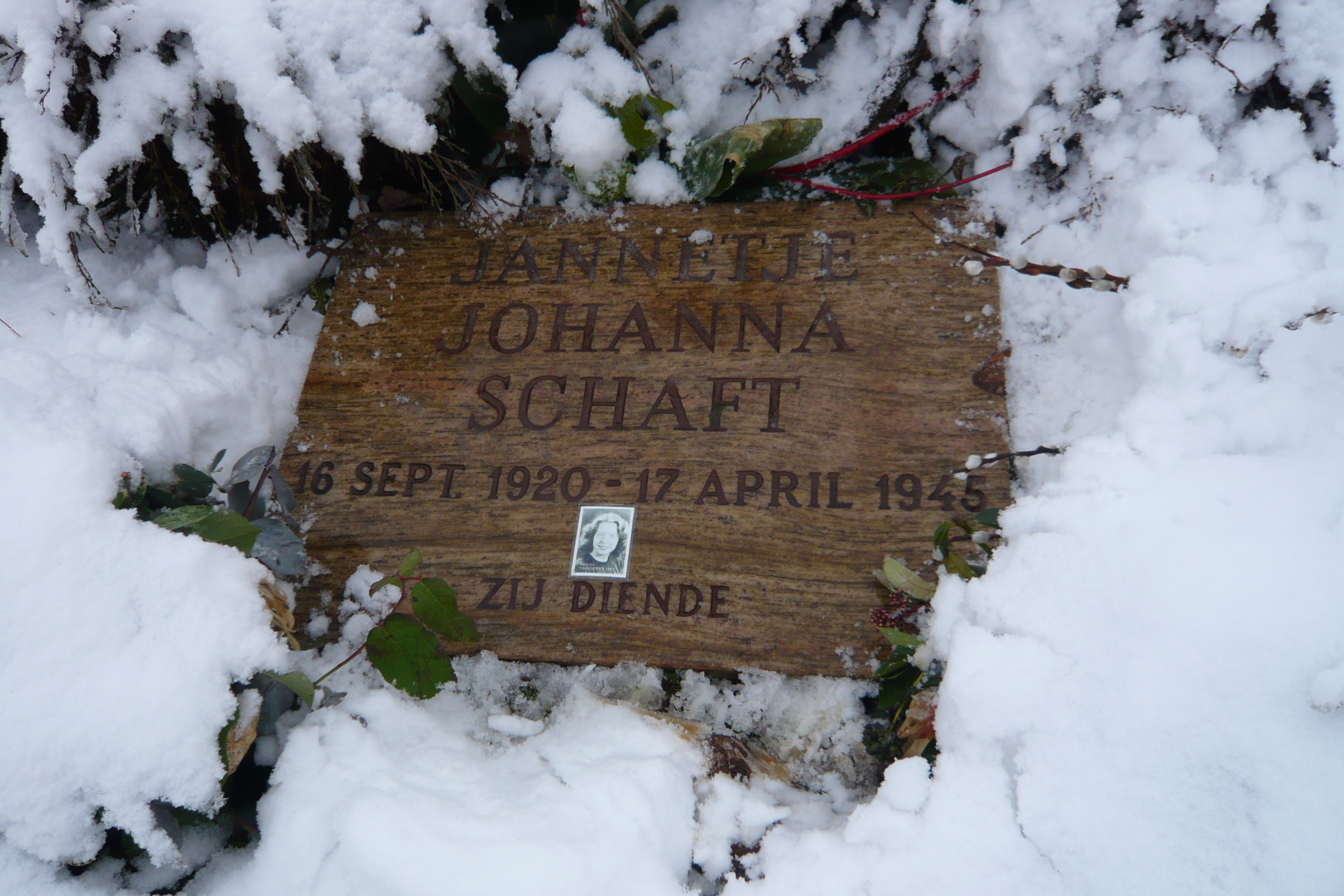
Lápide com sua foto escolar; Cemitério Honorário de Bloemendaal.

Schaft foi presa em um posto de controle militar em Haarlem em 21 de março de 1945, enquanto distribuía o jornal comunista clandestino De Waarheid ("A Verdade") como disfarce. Na verdade, ela estava transportando documentos secretos para a Resistência. Schaft trabalhava de perto com Anna A.C. Wijnhoff. Após sua captura, foi levada para uma prisão em Amsterdã. Apesar de sofrer intensos interrogatórios, tortura e isolamento, Schaft acabou sendo identificada pela raiz de seu cabelo ruivo, por sua ex-colega Anna Wijnhoff.
Ela foi executada por oficiais nazistas holandeses em 17 de abril de 1945, três semanas antes do fim da guerra. Naquele momento, havia um acordo entre os ocupantes nazistas e a resistência holandesa (Binnenlandse Strijdkrachten) para suspender execuções, mas a ordem para sua morte foi diretamente emitida por Willy Lages, chefe alemão do Sicherheitsdienst, em Amsterdã. Schaft foi levada às dunas de Overveen, próximo a Bloemendaal, por dois homens, Mattheus Schmitz e Maarten Kuiper. Schmitz atirou em sua cabeça a curta distância, mas o tiro apenas a feriu de raspão. Schaft teria dito a seus executores: "Ik schiet beter" ("Eu atiro melhor!"), antes de Kuiper disparar o tiro fatal em sua cabeça.
Embora suas supostas palavras finais tenham se tornado famosas, elas nunca foram confirmadas. Um historiador holandês da Segunda Guerra Mundial afirmou que buscas nos arquivos não mencionam essa frase. Durante um interrogatório pós-guerra, Kuiper relatou que estava conversando com Schaft quando ouviu um disparo. Ela gritou de dor e começou a tremer, e, ao perceber que Schmitz havia apenas a ferido, ele usou sua submetralhadora para disparar um tiro certeiro que a matou imediatamente. A frase célebre foi adicionada como licença poética pelo romancista holandês Theun de Vries, em seu livro The Girl With the Red Hair (Het meisje met het rode haar, 1956).
Em 27 de novembro de 1945, Schaft foi enterrada novamente em um funeral de Estado no Cemitério Honorário de Bloemendaal. Membros do governo holandês e da família real, incluindo a rainha Guilhermina, compareceram à cerimônia. A rainha descreveu Schaft como "o símbolo da Resistência".

## Legado

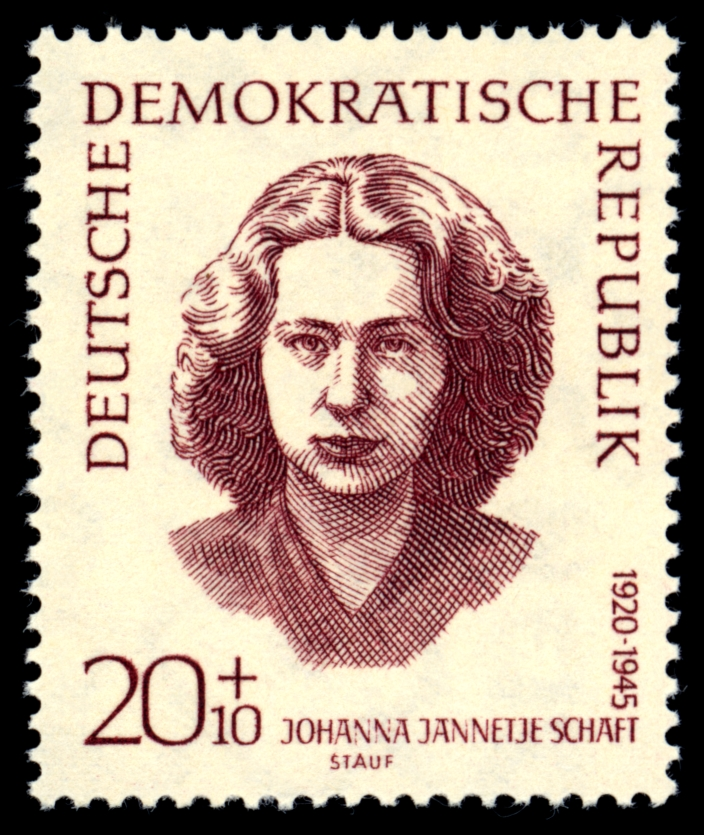
Selo postal da Alemanha Oriental retratando Hannie Schaft

Não se sabe se Schmitz foi algum dia processado. No entanto, Kuiper e Lages foram julgados por crimes de guerra pelos tribunais holandeses. Kuiper foi considerado culpado, condenado à morte e executado em 1948. Lages foi condenado e sentenciado à morte em 1949, com sua sentença confirmada em 1950. Contudo, ele nunca foi executado, já que a rainha Juliana, cada vez mais relutante em autorizar execuções, recusou-se a assinar sua sentença de morte. Essa decisão foi contestada pelo gabinete holandês, e houve grandes protestos públicos contra a possibilidade de anistia para Lages. Sem mudar de opinião, Juliana comutou sua sentença para prisão perpétua em 1952.
Lages tornou-se um dos "Quatro de Breda", os últimos quatro criminosos de guerra nazistas que estavam no corredor da morte, mas tiveram suas penas comutadas devido à hesitação de Juliana. Ele continuou cumprindo pena na Holanda até ser libertado em 1966 por motivos de saúde, por ordem do Ministro da Justiça Ivo Samkalden. Lages retornou à Alemanha, onde morreu em 1971.
Após a guerra, os restos mortais de 422 membros da resistência foram encontrados nas dunas de Bloemendaal, incluindo apenas uma mulher, Hannie Schaft. Ela foi enterrada novamente na seção 22 do cemitério honorário Erebegraafplaats Bloemendaal, em Overveen, em uma cerimônia que contou com a presença da princesa Juliana e de seu marido, o príncipe Bernard. Mais tarde, já como rainha, Juliana revelou uma estátua comemorativa de bronze em Kenau Park, em Haarlem, cidade natal de Schaft. Ela foi uma das 95 pessoas a receber a Cruz Holandesa de Resistência, e o general Dwight D. Eisenhower lhe concedeu uma condecoração, possivelmente a Medalha da Liberdade.
Por ter sido celebrada como um ícone pelo Partido Comunista dos Países Baixos, a popularidade de Schaft diminuiu após a guerra. Em 1951, as comemorações em sua sepultura foram proibidas. Estima-se que mais de 10 mil pessoas tentaram participar, mas foram impedidas por centenas de policiais e militares, com apoio de quatro tanques. Um grupo de sete pessoas conseguiu contornar o bloqueio e alcançar o local do enterro, mas foi preso ao tocar o sino. Nos anos seguintes, os comunistas decidiram realizar as homenagens em Haarlem para evitar novas confrontações.
Várias escolas e ruas foram nomeadas em homenagem a Hannie Schaft. Além disso, foi criada a Fundação Nacional Hannie Schaft (Nationale Hannie Schaft Stichting) para preservar sua memória e a de outras heroínas da resistência. Livros e filmes também foram produzidos sobre sua vida. Ela aparece no romance O Assalto (De Aanslag, 1982), de Harry Mulisch, que foi adaptado para o cinema pelo diretor Fons Rademakers. Ineke Verdoner compôs uma música sobre ela, e o autor Theun de Vries escreveu uma biografia intitulada A Garota do Cabelo Vermelho (Het Meisje met het Rode Haar), que inspirou o filme de mesmo nome de 1981, dirigido por Ben Verbong e estrelado por Renée Soutendijk como Hannie Schaft. Sua história também é a base do romance histórico To Die Beautiful, de Buzzy Jackson, lançado em 2023.
Hannie Schaft é homenageada anualmente em novembro durante um evento nacional realizado em Haarlem. No início dos anos 1990, graças à Fundação Memorial Hannie Schaft, as comemorações voltaram a ser permitidas. O último domingo de novembro é dedicado, na Holanda, à memória de sua vida e trabalho.

## Obras
- Harry Mulisch, L’Attentat [« De aanslag »], Paris, Calmann-Lévy, 1984 (ISBN 2-7021-1298-6)
- Theun de Vries, Het meisje met het rode haar, Querido, 2015

## Filmologia
- Fons Rademakers, 1986